# Anna Shackley
Anna Shackley (Milngavie, 17 mei 2001) is een voormalig Schots wielrenster die van 2021 tot april 2024 reed bij Team SD Worx en deelnam aan zowel baan- als wegwedstrijden. Bij Team SD Worx was Shackley ploeggenoot van oa wereldkampioen lotte kopecky en van Lorena Wiebes. In april 2024 moest Anna Shackley noodgedwongen stoppen met wielrennen in verband met een hartritmestoornis.

## Carrière
Bij de Britse nationale kampioenschappen op de baan behaalde ze met Team Breeze op de team-persuit de gouden medaille, en individueel op de puntenrace.
Op 16 april 2024 maakte Team SD Worx - Protime bekend dat Anna haar carrière noodgedwongen moest beëindigen. Artsen in het Maxima Medisch Centrum in Veldhoven constateerden een hartritmestoornis bij haar. Meteen een abrupt einde van een veelbelovende carriere.  

## Palmares

### Overwinningen
2021
 Brits kampioen tijdrijden, beloften
Eindklassement Rás na mBan
2023
 Europees kampioenschap op de weg, beloften

### Uitslagen in voornaamste wedstrijden wegwielrennen
| Jaar | Amstel Gold Race | Strade Bianche | Brabantse Pijl | Waalse Pijl |  | WK op de weg |
| ---- | ---------------- | -------------- | -------------- | ----------- |  | ------------ |
| 2020 |                  |                |                |             |  | 25e          |
| 2021 | 17e              |                | 27e            | 35e         |  | 40e          |
| 2022 |                  | 49e            | 19e            | 26e         |  | 26e          |
| 2023 |                  | 27e            |                |             |  | 17e          |

## Ploegen
- 2021 –  Team SD Worx
- 2022 –  Team SD Worx
- 2023 –  Team SD Worx
- 2024 –  Team SD Worx tot 16 april [5]

Blaak · Canuel · Cecchini · D'Hoore · Fisher-Black · Fournier · Majerus · Moolman-Pasio · Nosková · Pieters · Shackley · Uneken · Van der Breggen · Vollering
Blaak · Cecchini · Fisher-Black · Fournier · Frei(vanaf 8/8) · Kopecky · Majerus · Moolman-Pasio · Pieters · Reusser · Shackley · Uneken · Vas · Vollering
Bredewold · van den Broek-Blaak (zwangerschapsverlof) · Cecchini · Fisher-Black · Frei · Guarischi · Kopecky · Majerus · Markus · Reusser · Schreiber (vanaf 1/3) · Shackley · Uneken · Vas · Vollering · Wiebes
Bredewold  · van den Broek-Blaak · Cecchini · Fisher-Black · Gerritse · Guarischi · Kopecky  · Majerus · Markus · Reusser   · Schreiber · Shackley (tot 16/4) · Uneken · Vas  U23 · Vollering · Wiebes